# Teoria do mínimo ético
A Teoria do Mínimo Ético é uma teoria sobre a natureza do Direito instituída por Jeremy Bentham e desenvolvida por Georg Jellinek. A teoria afirma que o Direito seria um conjunto mínimo de regras morais obrigatórias para a sobrevivência da moral e, consequentemente, da sociedade.
O direito apenas atuaria como instrumento para o cumprimento destes preceitos morais básicos. Nesta teoria, parte-se fundamentalmente de que nem todos os indivíduos estão dispostos a aceitar todos os preceitos morais básicos à estabilidade social. Portanto, o direito seria como uma ferramenta que teria como função garantir o cumprimento deste mínimo ético necessário, por parte dos indivíduos, para a sobrevivência da sociedade. Assim, figurativamente o direito estaria contido dentro da moral.